# Calico Rock
Calico Rock è una città statunitense situata nello Stato dell'Arkansas, nella Contea di Izard.